# North Salem (Indiana)
North Salem – miasto w Stanach Zjednoczonych, w stanie Indiana, w hrabstwie Hendricks.